# Шаповалов, Дмитрий Владимирович (белорусский хоккеист)
Дмитрий Владимирович Шаповалов (бел. Дзмітрый Уладзіміравіч Шапавалаў; род. 11 марта 1993, Гомель) — белорусский хоккеист, защитник. Игрок клуба «Аль-Айн Тибс» и сборной ОАЭ.
Начинал играть в сезоне 2011/12 в высшей лиге Белоруссии за вторую команду ХК «Гомель». Со следующего сезона стал выступать за вторую команду жлобинского «Металлурга». В сезоне 2013/14 дебютировал в чемпионате Белоруссии, сыграв один матч за «Металлург», выступал за клуб до сезона 2017/18. С сезона 2019/20 — в чемпионате ОАЭ, игрок клубов «Абу-Даби Шахин Фэлконс», «Аль-Айн Тибс». Чемпион ОАЭ в сезоне 2021/22.
В третьем дивизионе чемпионата мира 2022 провёл все четыре победных матча в составе сборной ОАЭ — забил две шайбы, сделал четыре передачи. Был признан лучшим защитником турнира.